# Jakob Carl Spener
Jakob Carl Spener (auch: Jacob Karl Spener; * 1. Februar 1684 in Frankfurt am Main; † 12. Juni 1730 in Wittenberg) war ein deutscher Staatsrechtler und Historiker.

## Leben
Durch seinen Vater,  Philipp Jacob Spener, wurde Speners Interesse an den Geschichtswissenschaften geweckt. Nach der Vorbereitung an den Gymnasien in Halle (Saale) und seit 1699 in Gotha, nahm er 1701 an der  Universität Halle das Studium der Theologie auf. 1706 wechselte er an die Universität Helmstedt, wo er das Studium der Theologie abbrach und sich stattdessen den Rechtswissenschaften zuwandte. Zur Fortsetzung seiner Studien begab er sich auf eine Gelehrtenreise, die ihn an die Universitäten in Leiden, Utrecht und Oxford führte. Über Berlin, wo er als Praktikant wirkte, kehrte er nach Halle zurück, wurde 1710 ordentlicher Professor der Philosophie und promovierte in Leiden am 25. August 1710 zum Doktor der Rechte.
1718 wurde er als Substitut von Michael Heinrich Gribner an die Universität Wittenberg berufen, wurde dort Sonderprofessor der Pandekten an der juristischen Fakultät und 1719 Professor der Geschichte. Als Sohn Philipp Jacob Speners war er im Zentrum der sächsischen lutherischen Orthodoxie manchen Anfeindungen ausgesetzt. Jedoch erhielt er Schutz vom sächsischen Hof in Dresden. So gelangte er 1720 an eine außerordentliche Beisitzerstelle am Wittenberger Konsistorium, wurde bald Substitut des Hofrates Christoph Heinrich von Berger, fand 1727 als ordentlicher Professor Aufnahme in das Kollegium der juristischen Fakultät, des Schöppenstuhls und des Hofgerichts. Seit 1726 war Spener zudem Mitglied der Königlich Preußischen Sozietät der Wissenschaften. Nachdem er im Sommersemester 1726 Rektor der Wittenberger Hochschule gewesen war, erlitt er aufgrund der ständigen Überanstrengungen in seinen Ämtern im März 1728 einen Herzanfall, von dessen Folgen er sich nicht mehr erholte.

## Wirken
An der Wittenberger Hochschule hatte Spener seit 1727 keine geschichtlichen Vorlesungen gehalten. Bereits vor seiner Wittenberger Zeit hat er seine Historia Germaniae … vorgelegt, welche die typischen Halleschen Merkmale der Geschichtsschreibung aufweisen, die sich vor allem an Hugo Grotius und Samuel von Pufendorf anlehnen. Spener nutzte pragmatisch die Geschichte, um sie mit den Rechtswissenschaften zu verknüpfen. Dabei wurde kirchliche Geschichte mit politischer Historie verbunden, worin der Fortschritt seiner Arbeit in der Loslösung der Geschichte vom Theologischen lag. Dabei ließ er unter anderem in seiner pragmatischen Auffassung der Geschichte die historischen Zusammenhänge der einzelnen deutschen Staaten, wie Österreichs, Preußens und Sachsens, mit einfließen und hob sich so in seiner Herangehensweise von der kaltsinnigen Traktierung der bisherigen Geschichtsschreibung in Wittenberg ab. Einer seiner Schüler war Nikolaus Ludwig von Zinzendorf.

## Familie
Aus seiner Ehe mit Helana Catharina von Huyssen, sind folgende Kinder bekannt:
1. Elisabeth Susanna Carolina (* 7. Juni 1721 in Wittenberg)
2. Philipp Ludwig (* 28. Juli 1723 in Wittenberg)
3. Johann Bernhard Heinrich (* 5. September 1726 in Wittenberg), soll Hof- und Kriegsrat geworden sein.

Eines seiner Kinder wurde am 23. April 1725 in Wittenberg tot geboren.

## Werke (Auswahl)
- Teutsches IUS PUBLICUM oder des Heil. Römisch-Teutschen Reichs vollständige Staats-Rechtslehre, 6   Teile, Frankfurt/M. und Leipzig 1723–1725.
  - 4. Teil: III. Buch und die beiden ersten Kapitel des IV. Buchs, GoogleBooks.
  - 5. Teil: Drittes bis achtes Kapitel des IV. Buchs, GoogleBooks.
  - 6. Teil: Neuntes und übrige Kapitel des IV. Buchs, GoogleBooks.
- Abriss zu einer zuverlässigen Betrachtung der vornehmsten Europaeischen Reiche und Staaten. Verlag von Renger, 1710
- Historia Germaniae universalis & pragmatica. Leipzig und Halle 1716 (624 Seiten), GoogleBooks. Auflage 1717 (888 Seiten),  GoogleBooks.
- Notitia Germaniae antiquate cum conspectu Germaniae antiquiae cum caonspectu Germaniae mediae. Halle 1717 (464 Seiten ohne Indices),  GoogleBooks.
- Cognitatines in jus Romanum & Germanicum de usufructu maritali in bonis uxoriis. Wittenberg 1726
- Diss. Examen Longobardicae doctrinae de Fellonia ack status Imp. Communiter applicatae. Wittenberg 1718
- Diss. De tacita remissione feloniae. 1719
- Diss. De formula antiquiorum ac recentiorum Lusatici marchionatus cum Mistico conjunctionum. 1722
- Diss. De vera orgine comitum Palatinorum Caesareorum. Wittenberg 1726